# Ngày Thống nhất
Ngày Thống nhất (Nederlands: Dag van de hereniging of herenigingsdag) is een feestdag in Vietnam. De dag wordt gevierd op 30 april.
Op Ngày Thống nhất wordt de bevrijding van Saigon gevierd, wat het einde van de Vietnamoorlog  op 30 april 1975 inluidde. Het einde van deze oorlog betekende ook de hereniging van Noord-Vietnam en Zuid-Vietnam tot de Socialistische Republiek Vietnam. Deze reünificatie vond plaats op 2 juli 1976.
De naar de westerse wereld geëmigreerde Vietnamezen beschouwen deze dag als de val van Saigon of Dag van de Nationale Nederlaag. In Vietnam zelf wordt dit gezien als landverraad, waar zelfs gevangenisstraf op kan staan.